# Medicina energetica
La medicina energetica è una branca della medicina alternativa basata sulla credenza pseudo-scientifica che i guaritori possano incanalare una "energia curativa" nel paziente e ottenere risultati positivi. Chi pratica la medicina energetica impiega una varietà di nomi per riferirsi ad essa, tra cui vari sinonimi di medicina (ad esempio, guarigione o terapia energetica), e a volte la parola vibrazionale in alternativa o in congiunzione con energia. Generalmente non è coinvolta un'energia misurabile empiricamente: il termine si riferisce invece alla cosiddetta energia "sottile" o "cosmica" o simili. Chi pratica questo genere di terapia può distinguere a seconda che essa si svolga con contatto fisico, senza contatto fisico ma in presenza, oppure a distanza, quando il paziente e il guaritore si trovano in luoghi diversi. Esistono molte scuole di medicina energetica che usano nomi differenti: ad esempio, terapia con l'energia del biocampo, guarigione spirituale, guarigione per contatto, guarigione a distanza, tocco terapeutico, Reiki e Qigong.
Le revisioni della letteratura scientifica sulla guarigione energetica hanno concluso che non ci sono prove a sostegno dell'efficacia clinica. I fondamenti teorici della pratica sono stati criticati come non plausibili; le ricerca e le revisioni a sostegno della medicina energetica sono state criticate per i loro difetti metodologici e bias di selezione, e si è stabilito che eventuali risultati terapeutici positivi possono dipendere da meccanismi psicologici noti. Alcune affermazioni dei produttori di dispositivi di medicina energetica sono note per essere fraudolente e le loro pratiche commerciali sono state perseguite penalmente negli Stati Uniti.

## Storia
Nella storia è successo spesso che qualcuno tentasse di associare il proprio nome alle scoperte scientifiche e di sfruttarle economicamente millantando la loro capacità di aiutare le persone a guarire. Nel XIX secolo, l'elettricità e il magnetismo erano le "terre di confine" della scienza e gli imbonitori di invenzioni elettriche dilagavano. Idee simili continuarono a ispirare gli scrittori del movimento New Age. All'inizio del XX secolo la convinzione che i materiali radioattivi potessero avere effetti benefici sulla salute mise a rischio molte vite e recentemente la meccanica quantistica e la teoria della grande unificazione hanno fornito analoghe occasioni di sfruttamento commerciale. In tutto il mondo vengono utilizzati numerosi dispositivi che pretendono di guarire tramite energie reali o immaginarie; molti sono illegali o pericolosi e vengono commercializzati con affermazioni false o non dimostrate. Il ricorso alla medicina energetica e alla guarigione spirituale può provocare gravi danni e la morte quando i pazienti ritardano o rinunciano alle cure mediche convenzionali.

## Classificazione
Il termine "medicina energetica" è di uso corrente sin dalla fondazione della International Society for the Study of Subtle Energies and Energy Medicine negli anni '80. Ai guaritori sono resi disponibili dei manuali pratici e altre pubblicazioni volte a dare un fondamento teorico ed empirico alle terapie. La medicina energetica spesso sostiene che gli squilibri nel "campo energetico" del corpo provochino la malattia e che la salute possa essere recuperata riequilibrando tale campo energetico. Alcune forme descrivono il trattamento come una liberazione del corpo dalle energie negative o da blocchi mentali; la malattia e il peggioramento delle condizioni di salute dopo il trattamento sono spiegati come "rilascio", scioglimento o scarica di una "contrazione" nel corpo-mente. Di solito il guaritore consiglierà allora ulteriori trattamenti per una completa remissione.
Il National Center for Complementary and Integrative Health (NCCIH) con sede negli Stati Uniti distingue tra le terapie che impiegano energia scientificamente osservabile, che chiama "Medicina energetica veritativa" (Veritable Energy Medicine), e pratiche che si richiamano ad "energie" fisicamente non osservabili e verificabili, che chiama "Medicina energetica putativa" (Putative Energy Medicine):
- La "medicina energetica veritativa" include la magnetoterapia, la cromopuntura e la terapia della luce. Le tecniche mediche che implicano l'uso di radiazioni elettromagnetiche (ad es., la radioterapia e la risonanza magnetica per immagini) non sono considerate "medicina energetica" nel senso della medicina alternativa.
- La "medicina energetica putativa" include le terapie basate sul biocampo energetico (o "aura") che si pretende possano dirigere o modulare le "energie" che provocano la guarigione nel paziente.[29]  In questa categoria rientrano anche la guarigione spirituale, la guarigione psichica, il tocco terapeutico, il tocco curativo, la "mani di luce", la guarigione esoterica, il mesmerismo (ora di interesse solo storico e da non confondersi con la magnetoterapia), il Qigong, il Reiki, la cristalloterapia, il Tong Ren, la guarigione a distanza, la preghiera di intercessione e modalità analoghe.[30][31] Concetti come Qi (Chi), Prana, intelligenza innata, Mana, Pneuma, fluido vitale, forza Odica e orgone sono tra i molti termini che sono stati usati per descrivere questi presunti campi energetici.[30] Questa categoria non include l'agopuntura, la medicina ayurvedica, la chiropratica, la moxibustione e altre terapie di medicina alternativa in cui viene impiegato un intervento fisico per manipolare un'energia presunta.

La terapia della polarità fondata da Randolph Stone è un genere di medicina energetica basato sulla convinzione che la salute di una persona sia soggetta a cariche positive e negative nel proprio campo elettromagnetico. È stata proposta come un rimedio efficace contro una varietà di disturbi che vanno dalla rigidità muscolare al cancro; tuttavia, secondo l'American Cancer Society, "le prove scientifiche disponibili non confermano che la terapia della polarità sia efficace nel trattamento del cancro o di qualsiasi altra malattia".

## Credenze

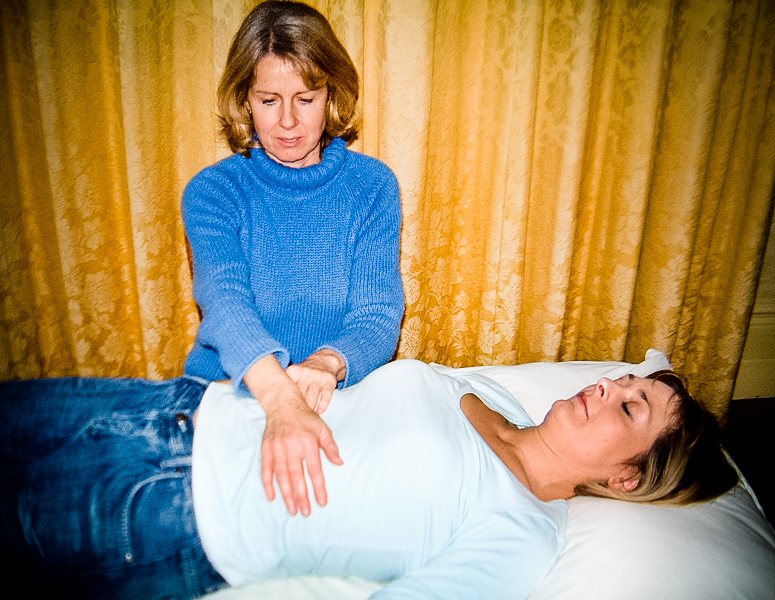
Un praticante di Reiki

Esistono varie scuole di guarigione energetica, tra cui la guarigione energetica del biocampo, la guarigione spirituale, la guarigione da contatto, la guarigione a distanza, il Pranic Healing, il tocco terapeutico, il Reiki e il Qigong, e altre ancora.
La guarigione spirituale interviene in gran parte tra praticanti che non considerano la fede religiosa tradizionale come prerequisito degli effetti curativi. La guarigione attraverso la fede (o guarigione miracolosa), al contrario, avviene all'interno di un contesto religioso tradizionale o aconfessionale, come quello di alcuni telepredicatori. Il Buddha è spesso citato dai praticanti della medicina energetica, sebbene non praticasse la guarigione "con o senza mani".
Le tecniche di guarigione energetica come il tocco terapeutico hanno trovato riconoscimento nella professione infermieristica. Nel 2005-2006, la North American Nursing Diagnosis Association ha approvato la diagnosi di "disturbo del campo energetico", per effetto di ciò che è stato chiamato un approccio "postmoderno" o "anti-scientifico" all'assistenza infermieristica. Tale approccio è stato fortemente criticato.
I credenti in queste tecniche si sono richiamati alla "non-località quantistica", nel senso del misticismo quantico, per cercare di spiegare la guarigione a distanza. Hanno anche ipotizzato che i guaritori agissero come un canale che trasmette un tipo di bioelettromagnetismo che presenta somiglianze con le pseudoscienze vitalistiche come l'orgone o il qi. Drew Leder ha osservato in un articolo sul Journal of Alternative and Complementary Medicine che tali idee erano tentativi di "dare un senso, interpretare ed esplorare lo 'psi' e la guarigione a distanza" e che "i modelli basati sulla fisica non sono da intendere come esplicativi ma piuttosto suggestivi". Beverly Rubik, in un articolo sulla stessa rivista, ha giustificato le proprie convinzioni con riferimenti alla teoria dei sistemi biofisici, al bioelettromagnetismo e alla teoria del caos, che fornirebbero un "fondamento scientifico per il biocampo". Scrivendo sul Journal of Bodywork and Movement Therapies, James Oschman ha introdotto il concetto di campi elettromagnetici pulsanti, emessi dalla materia vivente e capaci di effetti curativi. Oschman ritiene che l'"energia curativa" derivi dalle frequenze elettromagnetiche generate da un dispositivo medico, proiettate dalle mani del guaritore, o da elettroni che agirebbero come antiossidanti.
I fisici e gli scettici criticano queste spiegazioni definendole pseudofisiche – una branca della pseudoscienza che spiega il pensiero magico usando un gergo insensato preso dalla fisica moderna per sfruttare l'analfabetismo scientifico impressionando i semplici e gli incolti. In effetti, anche sostenitori entusiastici della guarigione energetica ammettono che "i fondamenti teorici della guarigione [spirituale] sono molto tenui".

## Indagini scientifiche

### Guarigione a distanza
Una revisione sistematica di 23 studi di guarigione a distanza pubblicata nel 2000 non ha tratto conclusioni definitive a causa dei difetti metodologici degli studi sottoposti a esame. Nel 2001 l'autore principale di quello studio, Edzard Ernst, ha pubblicato un libro introduttivo alle terapie complementari nella cura del cancro in cui spiega che sebbene "circa la metà di questi studi suggerisca che la guarigione è efficace", le prove sono "altamente contrastanti" e le "carenze metodologiche hanno impedito di trarre conclusioni definitive". Ha concluso che "sino a quando non viene utilizzata come alternativa alle terapie efficaci, la guarigione spirituale dovrebbe essere virtualmente priva di rischi". Uno studio clinico randomizzato del 2001 dello stesso gruppo non ha rilevato differenze statisticamente significative sul dolore cronico tra guaritori a distanza e "guaritori simulati". Una revisione del 2003 di Ernst che aggiorna il lavoro precedente ha concluso che il peso delle prove si è spostato contro l'uso della guarigione a distanza, che può essere associata ad effetti avversi."

### Guarigione del contatto
Uno studio clinico randomizzato del 2001 ha assegnato in modo casuale 120 pazienti con dolore cronico a guaritori o "guaritori simulati", ma non ha potuto dimostrare l'efficacia né della guarigione a distanza né di quella faccia a faccia. Una revisione sistematica nel 2008 ha concluso che le prove di un effetto specifico della guarigione spirituale sull'alleviamento del dolore neuropatico o nevralgico non erano convincenti. Nel loro libro del 2008 Trick or Treatment, Simon Singh e Edzard Ernst hanno concluso che "la guarigione spirituale è biologicamente non plausibile e i suoi effetti si basano su una risposta placebo. Nella migliore delle ipotesi può offrire conforto; nel peggiore dei casi, può portare i ciarlatani a prelevare denaro da pazienti con condizioni gravi che richiedono cure mediche convenzionali urgenti."

### Base empirica
Il ricercatore di medicina alternativa Edzard Ernst ha affermato che, sebbene una revisione iniziale di studi di guarigione a distanza pre-1999 avesse evidenziato che il 57% degli studi mostrava risultati positivi, revisioni successive di studi clinici non randomizzati e randomizzati condotti tra il 2000 e il 2002 hanno portato alla conclusione che "la maggior parte degli studi rigorosi non supporta l'ipotesi che la guarigione a distanza abbia effetti terapeutici specifici". Ernst ha descritto la base empirica delle pratiche di guarigione come "sempre più debole". Molte delle revisioni erano anche sospettabili di aver utilizzato dati falsi, di mancanza di trasparenza e cattiva condotta scientifica. Ha concluso che "la guarigione spirituale continua ad essere promossa nonostante l'assenza di plausibilità biologica o di evidenze cliniche convincenti ... che dimostrino che questi metodi funzionano terapeuticamente, e nonostante la mole di evidenze cliniche che dimostrano che non funzionano affatto". Uno studio del 2014 sulla guarigione energetica per i pazienti con cancro del colon-retto non ha mostrato alcun miglioramento della qualità della vita, dei sintomi depressivi, dell'umore o della qualità del sonno.

## Terapia di biorisonanza
La terapia di biorisonanza (compresa la terapia MORA) è una pratica medica pseudoscientifica in cui si afferma che le onde elettromagnetiche possano essere utilizzate per diagnosticare e curare le malattie.

### Storia e metodo
La terapia della biorisonanza è stata inventata in Germania nel 1977 da Franz Morell e da suo genero, l'ingegnere Erich Rasche. Inizialmente lo commercializzarono come "MORA-Therapie", da MOrell e RAsche. Alcune macchine contengono un circuito elettronico che misura la resistenza della pelle, in modo simile all'E-Meter usato da Scientology, che i creatori della biorisonanza tentarono di migliorare; Franz Morell aveva legami con Scientology.
I praticanti affermano di essere in grado di rilevare una varietà di malattie e dipendenze. Alcuni professionisti affermano anche di poter usare questa terapia per curare le malattie senza farmaci, stimolando un cambiamento di "biorisonanza" nelle cellule e invertendo i cambiamenti prodotti dalla malattia. I dispositivi dovrebbero essere in grado di individuare le risposte patogene isolandole dalla congerie di risposte che il dispositivo riceve tramite gli elettrodi. Secondo i praticanti di questa terapia, la trasmissione dei segnali trasformati attraverso gli elettrodi potrebbe generare dei segnali di guarigione dotati di effetti curativi.

### Valutazione scientifica
In mancanza di qualsiasi spiegazione scientifica su come potrebbe funzionare la terapia della biorisonanza, i ricercatori l'hanno classificata come pseudoscienza. Alcuni studi non hanno mostrato effetti migliori di quelli dell'effetto placebo. WebMD afferma: "Non ci sono prove scientifiche affidabili che la biorisonanza sia un indicatore accurato di condizioni mediche e malattie, o che sia un trattamento efficace per qualsiasi condizione".
Si sono verificati casi comprovati di frode online, con un professionista che affermava falsamente di avere la capacità di curare il cancro e che i suoi clienti non avrebbero avuto bisogno di sottoporsi alla chemioterapia o all'intervento chirurgico raccomandato dai medici, necessari per salvargli la vita. Ben Goldacre ha ridicolizzato la BBC quando ha riportato come un dato di fatto l'affermazione di una clinica secondo cui il trattamento aveva la capacità di aiutare il 70% dei clienti a smettere di fumare, risultato che sarebbe stato migliore di qualsiasi terapia convenzionale.
Negli Stati Uniti d'America la Food and Drug Administration (FDA) classifica "dispositivi che utilizzano misurazioni della resistenza per diagnosticare e trattare varie malattie" come dispositivi di Classe III, che richiedono l'approvazione della FDA prima della commercializzazione. La FDA ha bandito alcuni di questi dispositivi dal mercato statunitense e ha perseguito molti venditori di dispositivi elettrici per aver fatto affermazioni false sui benefici per la salute.
Secondo Quackwatch, la terapia è completamente priva di senso e il meccanismo d'azione proposto è impossibile.

## Earthing
Alcuni ricercatori e terapeuti raccolti in un’associazione chiamata The Earthing Institute ritengono che per mantenere o riacquistare una buona salute sia necessario ripristinare il contatto diretto con la terra interrotto da case, pavimenti, tappetti e soprattutto dalle scarpe. Camminare a piedi nudi e dormire per terra sono concepiti come pratiche necessarie per realizzare la “messa a terra” (earthing, più raramente grounding) del nostro organismo, “entrare in un pieno contatto con [il] campo bioelettrico” del pianeta e beneficiare dello “straordinario potere curativo” della Natura attraverso “il trasferimento di elettroni dalla superficie della Terra al corpo”. Secondo i suoi praticanti, lo earthing avrebbe effetti preventivi e curativi sulla infiammazione cronica, causa dei disturbi collegati all’invecchiamento, comprese le malattie cardiovascolari, il diabete, l’aritmia, le malattie autoimmuni, il cancro e persino la depressione e l’autismo.
Lo earthing è criticato come pseudoscienza dagli scettici e nella comunità medica.. Una revisione sistematica della letteratura scientifica disponibile in materia è stata scritta da diversi autori in conflitto di interesse perché collegati ad aziende che operano nel settore. Steven Novella si è riferito a tale revisione come a un esempio "del genere di studi senza valore progettati per generare falsi positivi, il genere di studi interni che le aziende a volte utilizzano in modo da poter affermare che i loro prodotti sono clinicamente dimostrati".

## Spiegazioni dei resoconti positivi
Ci sono diverse spiegazioni, principalmente psicologiche, per i resoconti positivi dopo la terapia energetica, compresi l'effetto placebo, la remissione spontanea e la dissonanza cognitiva. Una revisione del 2009 ha rilevato che i "piccoli successi" riportati da due terapie commercializzate congiuntamente come "psicologia energetica" (tecniche di libertà emozionale e tecnica di digitopressione Tapas ) "sono potenzialmente attribuibili alle ben note tecniche cognitive e comportamentali che fanno parte della manipolazione energetica". Il rapporto ha concluso che "psicologi e ricercatori dovrebbero essere cauti nell'usare tali tecniche e fare sforzi per informare il pubblico sugli effetti negativi delle terapie che pubblicizzano affermazioni miracolose".
Evitando il ricorso alla sfera del soprannaturale, ci sono principalmente due spiegazioni per i racconti aneddotici di cure o miglioramenti. Il primo è post hoc ergo propter hoc, che significa che un reale miglioramento e una remissione spontanea possono avvenire in occasione della pratica terapeutica per cause del tutto indipendenti da ciò che il guaritore o il paziente dicono o fanno. I pazienti sarebbero guariti altrettanto bene anche se non avessero fatto nulla. La seconda spiegazione è l'effetto placebo, a causa del quale una persona può esperire un autentico sollievo dal dolore e altri miglioramenti sintomatici. In questo caso, il paziente è stato veramente aiutato dal guaritore – sebbene non attraverso una funzione misteriosa e numinosa, ma grazie al potere della loro stessa convinzione di andare incontro alla guarigione. In entrambi i casi il paziente può avvertire una reale riduzione dei sintomi, anche se non è avvenuto nulla di miracoloso o inspiegabile, che ecceda le capacità naturali del corpo.
Per quanto riguarda i risultati positivi degli studi di ricerca, essi possono derivare, oltre che da tali meccanismi psicologici, anche dai pregiudizi e dalla non-imparzialità e mancanza di oggettività del ricercatore, da difetti metodologici come la mancanza di doppio cieco o il bias di pubblicazione; le revisioni positive della letteratura scientifica possono mostrare bias di selezione in quanto omettano studi chiave che non concordano con la posizione dell'autore. Tutti questi fattori devono essere considerati quando si valutano le affermazioni relative al successo di queste terapie.